# باتريك جيمسون
باتريك جيمسون (بالإنجليزية: Patrick Jameson)‏ هو ضابط وطيار نيوزيلندي، ولد في 10 نوفمبر 1912 في ويلينغتون في نيوزيلندا، وتوفي في 1 أكتوبر 1996 في نيوزيلندا.